# Jaboatão dos Guararapes
Jaboatão dos Guararapes is een Braziliaanse gemeente in de staat Pernambuco, gelegen op 18 km van Recife. De stad maakt deel uit van de grootstedelijke mesoregio Recife. De stad telt 695.956 inwoners en is 256,1 km² groot. Daarmee is het na Recife de dichtsbevolktste stad van de staat. Het is een belangrijk industrieel centrum en herbergt onder meer fabrieken van Unilever en Coca-Cola.

## Geschiedenis
De stad werd in 1593 gesticht door Bento Luiz Figueira. In de stad werd de belangrijke Slag bij Guararapes gestreden, waarin de Portugezen de Hollanders versloegen. In 1884 werd Jaboatão dos Guararapes afgesplitst van Olinda en verkreeg het de status van stad.

## Aangrenzende gemeenten
De gemeente grenst aan Cabo de Santo Agostinho, Moreno, Recife en São Lourenço da Mata.

## Verkeer en vervoer
De plaats ligt aan de noord-zuidlopende weg BR-101 tussen Touros en São José do Norte. Daarnaast ligt ze aan de wegen BR-232, BR-408, PE-007, PE-008, PE-009, PE-017 en PE-025.